# Geschichte der Tourismusforschung
Dieser Artikel behandelt die Geschichte der Tourismusforschung.

## Beginn bis Ende der 1920er Jahre
Die wissenschaftliche Beschäftigung mit dem Phänomen „Fremdenverkehr“ begann Anfang des 20. Jahrhunderts. 1905 versuchte Josef Stradner, eine Volkswirtschaftslehre des Fremdenverkehrs zu entwickeln, wobei er sich bemühte, den „Fremdenverkehr“ begrifflich vom „Reiseverkehr“ abzugrenzen. Im Jahre 1914 wurde in Düsseldorf das Internationale Institut für das Hotelbildungswesen gegründet. Dieses Institut wurde 1920 zur Hochschule für Hotel- und Verkehrswesen erweitert, wurde allerdings bereits 1921 auf Grund der Inflation geschlossen. Professor von Schullern-Schrattenhofen führte eine der ersten wissenschaftlichen Untersuchungen durch, die den Fremdenverkehr als wissenschaftliches Thema behandelt. Auch Paul Neff trug mit seiner Arbeit Ueber den internationalen Reiseverkehr als Wirtschaftsproblem zur Definition des Begriffs „Fremdenverkehr“ bei.
Neff versteht unter Fremdenverkehr „die Gesamtheit aller Bewegungen von Personen, die aus wirtschaftlichen, kulturellen Gründen, zu beruflichen, sportlichen, gesundheitlichen und vergnüglichen Zwecken ihren Wohnsitz, ohne Aufgabe der mit ihm verbundenen rechtlichen und wirtschaftlichen Beziehungen, zu vorübergehenden Aufenthalt verlassen“ (zitiert in Ernst Spatt: Allgemeine Fremdenverkehrslehre). Das war eine der ersten wissenschaftlichen Definitionen dieser Zeit.
In den 1920er Jahren entstand, von Italien und der Schweiz ausgehend, auch in Deutschland die Tourismuswissenschaft als eine der Betriebs- und Volkswirtschaft nahestehende Disziplin. So wurde z. B. 1928 in Berlin der erste Fortbildungskurs zum Thema Fremdenverkehr durchgeführt. In diesem Kurs wurden Vorträge über Eisenbahn und Fremdenverkehr, Messe- und Ausstellungswesen, die Betriebswirtschaft des Hotels etc. behandelt. 1928 erschien in der Zeitschrift Verkehr und Bäder ein Artikel mit der Überschrift Fremdenverkehr als Wissenschaft mit einer Zusammenfassung der Vorträge.
Leopold von Wiese gab die Anregung, den Fremdenverkehr unter beziehungswissenschaftlichem Aspekt zu sehen und zu beschreiben. Dieser soziologische Vorstoß wurde aber nicht weiter ausgebaut. Für Artur Bormann ist die Fremdenverkehrswissenschaft der Verkehrsbetriebswirtschaftslehre zuzurechnen.

## Berlin
1929 wurde in Berlin an der Handelshochschule das Forschungsinstitut für den Fremdenverkehr gegründet. Gelehrt wurden damals u. a.
- Bau und technische Einrichtung von Gaststätten
- Einführung in die Fremdenverkehrskunde
- Messe und Ausstellungswesen
- Kur und Bäderwesen
- Personenverkehr der Reichsbahn

Die Vorlesungen und Seminare führten jedoch zu keinem akademischen Abschluss und waren auch recht schlecht besucht. 1934 trat der Geograph Adolf Grünthal mit seinen touristischen Forschungsarbeiten an die Fachöffentlichkeit. Seiner Ansicht nach hat die Fremdenverkehrsgeographie primär die Aufgabe, die Verbreitung des Fremdenverkehrs darzustellen und die Wechselbeziehungen zwischen ihm und den natürlichen Erscheinungen auf der Erdoberfläche zu untersuchen. Den entscheidenden Anschub für die Fremdenverkehrslehre gab das von Glücksmann publizierte Archiv für den Fremdenverkehr mit seinem interdisziplinären Ansatz. Zwar waren die meisten Beiträge über Nationalökonomie und Statistik, jedoch wurden auch soziologische Beiträge veröffentlicht. Jedoch wurde die Zeitschrift mit der Schließung des Forschungsinstituts schon 1935 eingestellt. Gründe waren die Weltwirtschaftskrise sowie die jüdische Abstammung Glücksmanns. Er starb 1942 in Theresienstadt. Versuche, in der Bundesrepublik an sein wissenschaftliches Erbe anzuknüpfen, blieben erfolglos.
1935 publizierte Glücksmann sein Buch Allgemeine Fremdenverkehrskunde, das neben Bormanns Die Lehre vom Fremdenverkehr (1931) zu einem der ersten Lehrbücher für Fremdenverkehr zählt. An die Stelle des Berliner Forschungsinstituts für den Fremdenverkehr trat das im Februar 1934 gegründete Institut für Fremdenverkehrsforschung an der Hochschule für Welthandel in Wien. Dort wurde auch 1940 der „Reichshochschulkurs für den Fremdenverkehr“ ins Leben gerufen. Dieser Kurs existiert heute immer noch, allerdings unter der Bezeichnung „Universitätslehrgang für Fremdenverkehr bzw. Tourismus“. In Deutschland wurde zwar 1939 in Frankfurt am Main die Herrmann-Esser-Forschungsgemeinschaft für den Fremdenverkehr gegründet, allerdings wurden dort die Gedanken Glücksmanns nicht wieder aufgenommen. Vielmehr war das Ziel die Förderung des deutschen Fremdenverkehrs. Das 1950 gegründete Deutsche Wirtschaftswissenschaftliche Institut für Fremdenverkehr entfernte sich recht schnell wieder von der akademischen Forschung und pflegte eine wirtschaftliche Praxisorientierung. Von Seiten der geographischen Fremdenverkehrsforschung ist besonders die von Hans Poser verfasste Arbeit „geographische Studien über den Fremdenverkehr im Riesengebirge“ zu erwähnen. Denn Poser formulierte ein methodologisches Konzept, das die Fragestellungen der Fremdenverkehrsgeographie bis in die Sechziger Jahre grundlegend geprägt hat.

## Bern und St. Gallen
Im gleichen Jahr, noch vor St. Gallen, wurde in Bern das bis heute bestehende Forschungsinstitut für Fremdenverkehr gegründet, dessen Leiter Kurt Krapf wurde. Auch die Schweizer Zentrale für Verkehrsförderung veranstaltete 1941 bereits Fachkurse für Fremdenverkehr. In allen Fällen war die Tendenz unverkennbar, die wissenschaftliche Behandlung des Fremdenverkehrs auf dem Wege von Forschung und Lehre mit den Wirtschaftswissenschaften zu verbinden. Die beiden Schweizer Forscher Walter Hunziker und Kurt Krapf nahmen die Ansätze von Glücksmann auf und bemühten sich um die Weiterentwicklung der Disziplin. 1942 veröffentlichten Hunziker und Krapf das Werk Grundriss der allgemeinen Fremdenverkehrslehre, ein Werk, das Jahrzehnte als Standardwerk für die Grundlagenforschung im Fremdenverkehr galt. Die beiden Professoren wollten weg von der eher ökonomisch geprägten Fremdenverkehrsforschung zur kulturwissenschaftlichen Erforschung.
Walter Hunziker unternahm den Versuch, eine „wissenschaftliche Fremdenverkehrslehre“ als neue Disziplin zu schaffen; den Ansatz hierzu entwickelte er in Anlehnung an Max Weber und besonders Sombart. Fremdenverkehr war für Hunziker ein gedachtes „System“, das wiederum ein „Grundelement“ des modernen „Kultursystems“ bildet und mit diesem in Wechselbeziehung steht. Das Institut in St. Gallen legte im Gegensatz zum Berner Institut sein Hauptaugenmerk auf die Lehre und Ausbildung. Von beiden Instituten wird bis heute eine Schriftreihe herausgegeben, die sich mit aktuellen Themen der Tourismusforschung befasst.

## Österreich
Das 1939 gegründete Wiener Institut für Fremdenverkehrsforschung baute nach 1959 seine wissenschaftliche Forschungstätigkeit mit eigenen Gliederungs- und Systemansätzen aus. Besonders der ab 1951 zunächst als Dozent und später als Professor tätige Paul Bernecker trieb mit seinen Veröffentlichungen Der moderner Fremdenverkehr (1955), Die Stellung des Fremdenverkehrs im Leistungssystem der Wirtschaft (1956) und der Grundlagenlehre des Fremdenverkehrs die moderne Fremdenverkehrswissenschaft voran. Insbesondere die Etablierung der Tourismusforschung als spezielle Betriebswirtschaftslehre ist ein Verdienst von Bernecker. Er gilt zusammen mit seinen beiden Schweizer Kollegen Walter Hunziker und Kurt Krapf als Begründer der wissenschaftlichen Fremdenverkehrsforschung im deutschen Sprachraum. Er rief auch die Gesellschaft für Fremdenverkehrswissenschaft ins Leben. Das Institut für Fremdenverkehrsforschung an der Wirtschaftsuniversität Wien (heute: Institut für Tourismus und Freizeitwirtschaft) veröffentlichte die Reihe Beiträge zur Fremdenverkehrsforschung und ist das älteste Forschungsinstitut für den Fremdenverkehr/Tourismus im deutschsprachigen Raum. Auf der anderen Seite waren die Österreicher bemüht, auch Praktikern ohne Hochschulzugangsberechtigung den Zugang zur Fremdenverkehrswissenschaft zu ermöglichen.

## Entwicklungen seit den 1950er Jahren
Die Forschung der Nachkriegszeit widmete sich verstärkt wirtschaftlichen Fragen. In der Fremdenverkehrsgeographie wurden überwiegend Fallstudien angefertigt. 1968 wurde von Karl Ruppert und Jörg Maier die so genannte „Geographie des Freizeitverhaltens“ der Fachöffentlichkeit vorgestellt.
In der DDR diplomierten 1958 die ersten Studenten zu Fremdenverkehrsthemen an der Friedrich-List-Hochschule Dresden. Am 1. September 1964 wurde der Lehrstuhl „Ökonomik des Fremdenverkehrs“ eingerichtet und 1967 die „Fachgruppe Fremdenverkehr“ zur Koordinierung aller an der Fremdenverkehrsausbildung beteiligten Disziplinen. Auch an der Handelshochschule in Leipzig wurde im Tourismus, vorwiegend im Gaststätten- und Hotelwesen, ausgebildet. Studien zur Fremdenverkehrsgeografie wurden besonders an der Greifswalder Universität durchgeführt.
Im Jahre 1960 versuchte Knebel mit seinem Buch Soziologische Strukturwandlungen im modernen Tourismus eine „Tourismus-Soziologie“ zu begründen. 1961 wurde mit dem Studienkreis für Tourismus ein sozialwissenschaftlich orientiertes Tourismusforschungsinstitut gegründet, das zahlreiche Forschungsarbeiten, unter anderem Vorstudien zur Reiseanalyse, die erste Reiseanalyse 1970 und in der Folge zahlreiche Leit- und Begleitstudien, durchführte. Eine wichtige Publikation ist das 1969 erschienene Buch Wissenschaftliche Aspekte des Fremdenverkehrs.
Zu Beginn der 1970er Jahre wurden ein Lehrbuch von Gustav Zedek mit dem Titel Fremdenverkehr. Grundlagen und Instrumentarium veröffentlicht. Zedek entwickelte eine Definition des Fremdenverkehrs, bei der der Fremdenverkehr auch mit der Freizeitgestaltung in Zusammenhang gebracht wird. Nach Zedek ist Fremdenverkehr „der Inbegriff der wirtschaftlichen, gesellschaftlichen als auch emotionellen Beziehungen und Erscheinungen unter Einfluss von Aspekten der Freizeitgestaltung, der Grunderhaltung oder Wiederherstellung und der Förderung und der Pflege zwischenmenschlicher Begegnungen, sowie der Wahrnehmung von Bildungsmöglichkeiten im Zusammenhang mit Ausflug, Reise und Aufenthalt nicht ortsansässiger Personen, sofern damit keine dauernde oder zeitweilige hauptsächliche Erwerbstätigkeit ausgeübt wird.“

## Notizen
1. ↑  Vgl. Angela Genger: „Ich denke so oft an zu Hause…“ Zur Geschichte einer Vertreibung in den Briefen der Familie Glücksmann. in Zs. Augenblick. Hrsg. von Mahn- und Gedenkstätte Düsseldorf, Nr. 12–13, 1998, ISSN 1434-3606 S. 25f
2. ↑  Vgl. Gerlinde Irmscher: Auf der Fährte eines Spurensuchers: Adolf Grünthal, Robert Glücksmann und die Exilierung der deutschen Fremdenverkehrsforschung. In: Zeitschrift für Geschichtswissenschaft 65(2017), S. 453–470, sowie Hasso Spode: Geburt einer Wissenschaft: Zur Professionalisierung der Tourismusforschung. In: Hannes Siegrist u. a. (Hrsg.): Kultur und Beruf in Europa, Stuttgart: Franz Steiner 2012, S. 125–135, und ders.: Wie vor 50 Jahren keine Tourismuswissenschaft entstand. In: Reinhard Bachleitner u. a. (Hrsg.): Der durchschaute Tourist, München: Profil 1998, S. 11–19.
3. ↑  Hasso Spode: Geburt einer Wissenschaft: Zur Professionalisierung der Tourismusforschung. In: Hannes Siegrist u. a. (Hrsg.): Kultur und Beruf in Europa, Stuttgart: Franz Steiner 2012, S. 130f.
4. ↑  Gerlinde Irmscher/Hasso Spode: Tourism research in the German Democratic Republic. In: European Journal of Tourism Research 15(2017), S. 52–63 online verfügbar
5. ↑  A. Schrand: Der Studienkreis für Tourismus in Starnberg: Die Institutionalisierung der sozialwissenschaftlichen Tourismusforschung in Deutschland. In: A. Günther et al.: Tourismusforschung in Bayern. München, Wien, 2006, S. 29–38, online verfügbar (Seite nicht mehr abrufbar, festgestellt im April 2018. Suche in Webarchiven)  Info: Der Link wurde automatisch als defekt markiert. Bitte prüfe den Link gemäß Anleitung und entferne dann diesen Hinweis. (PDF; 151 kB)